# Åkers styckebruk herrgård

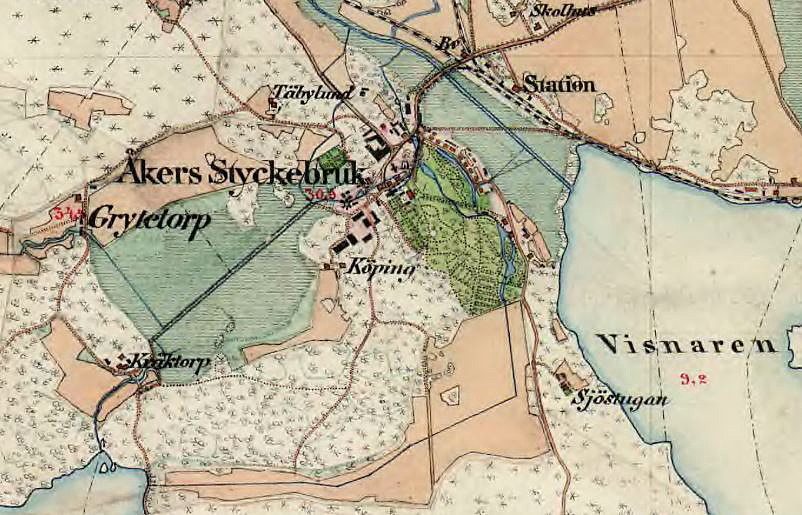
Åkers styckebruk omkring 1900.

Åkers styckebruk herrgård är en bruksherrgård belägen i Åkers styckebruk i Södermanland. I dagsläget nyttjas herrgården av familjen Hjelm. Anläggningen ingår i Åkers bergslag.

## Historik
Åkers Herrgård byggdes 1757 och har använts som bostad till de olika bruksägarna samt som behandlingshem för drogmissbrukare. 1985 blev Holger Hjelm (död 2004) genom sitt företag Interfinans ägare till Åkers Sweden. Holger Hjelm köpte tillbaka bruksherrgården och lät påbörja en renovering och upprustning av flera byggnader i bruksmiljön. Resultatet belönades 1993 med Europa Nostra-diplomet. I motivationen stod bland annat: ...for the preservation and restoration of an ensemble of buildings, representing the history of Swedish industrial society from the 16th century.

## Bilder

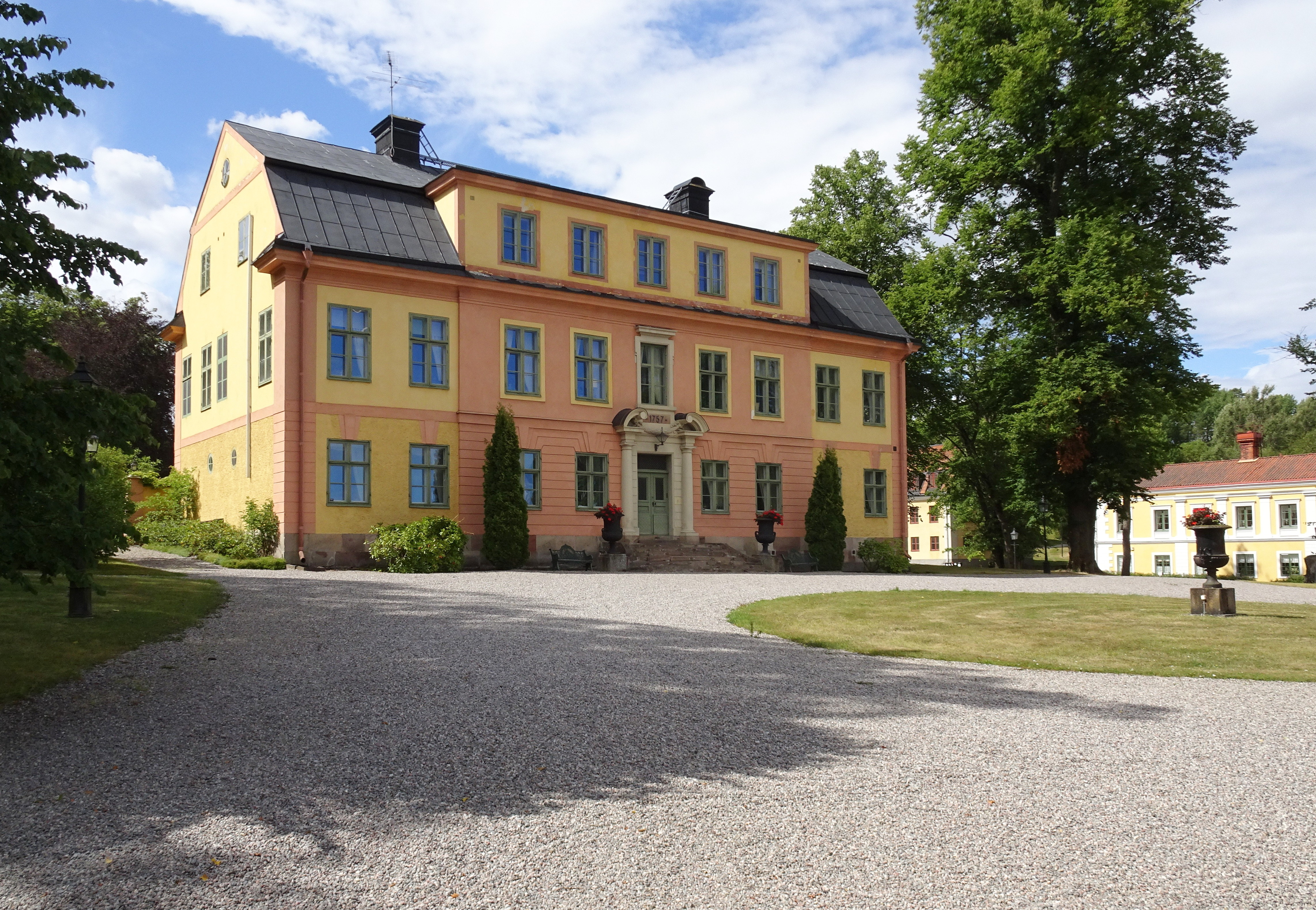
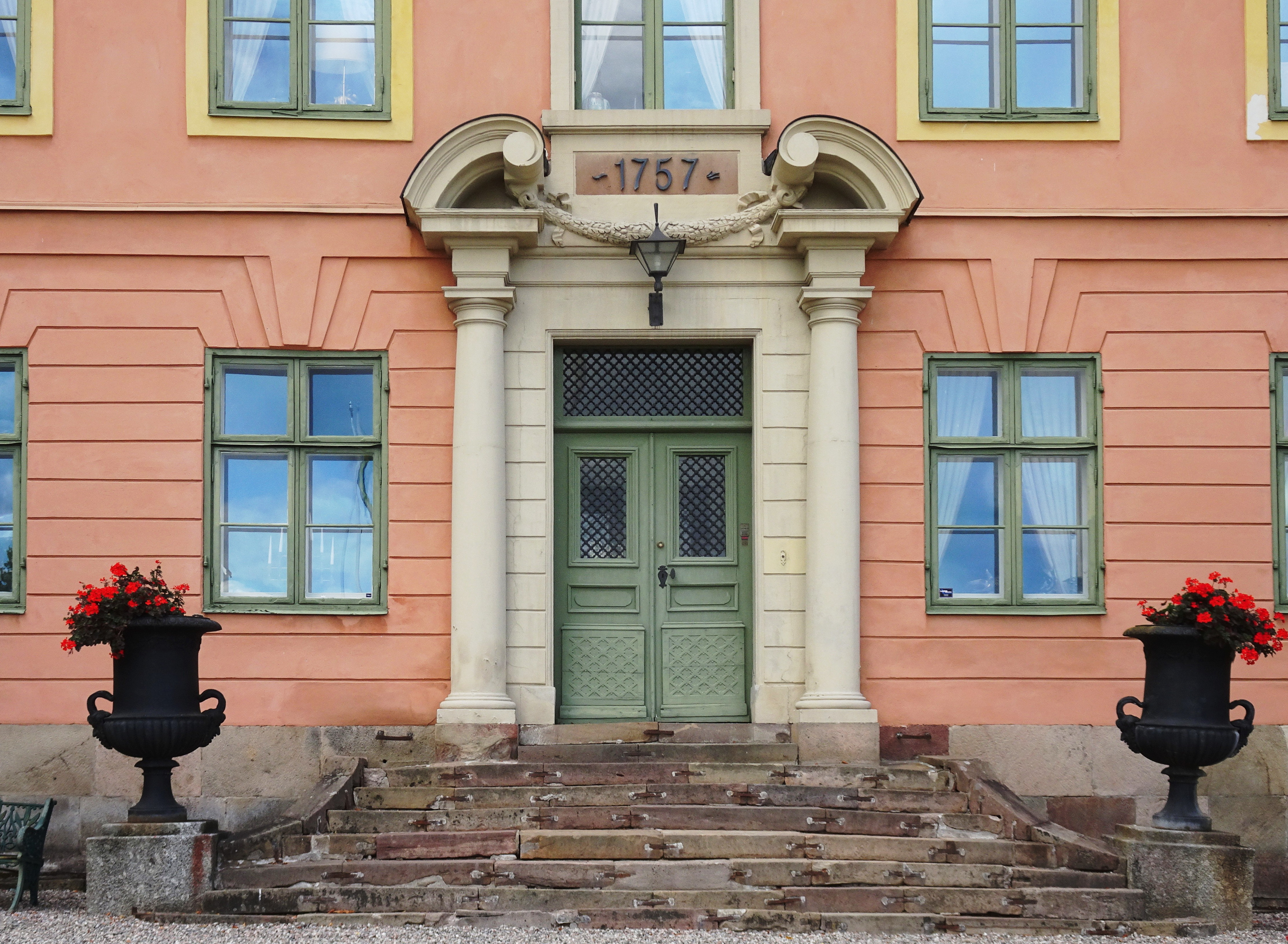
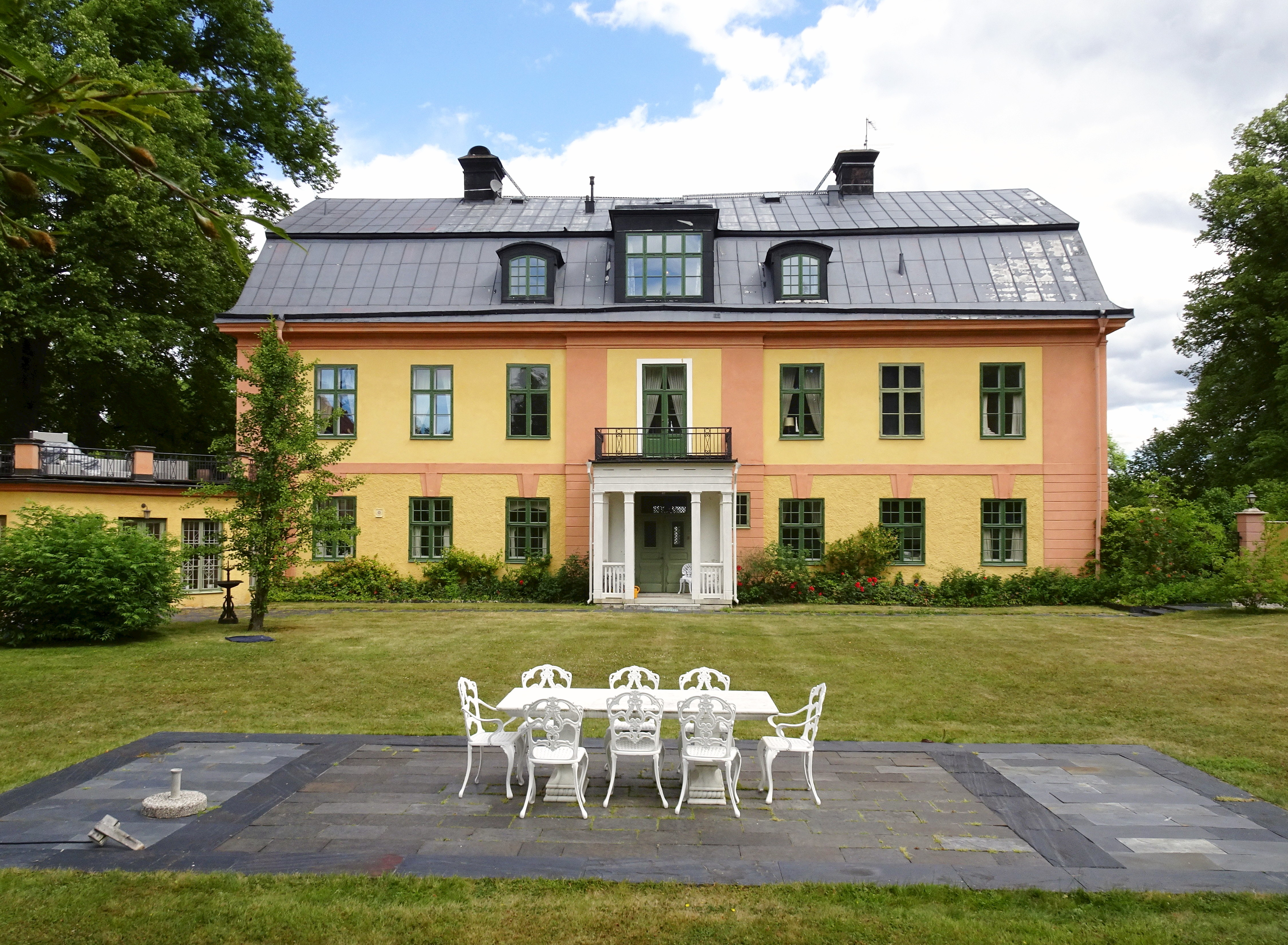
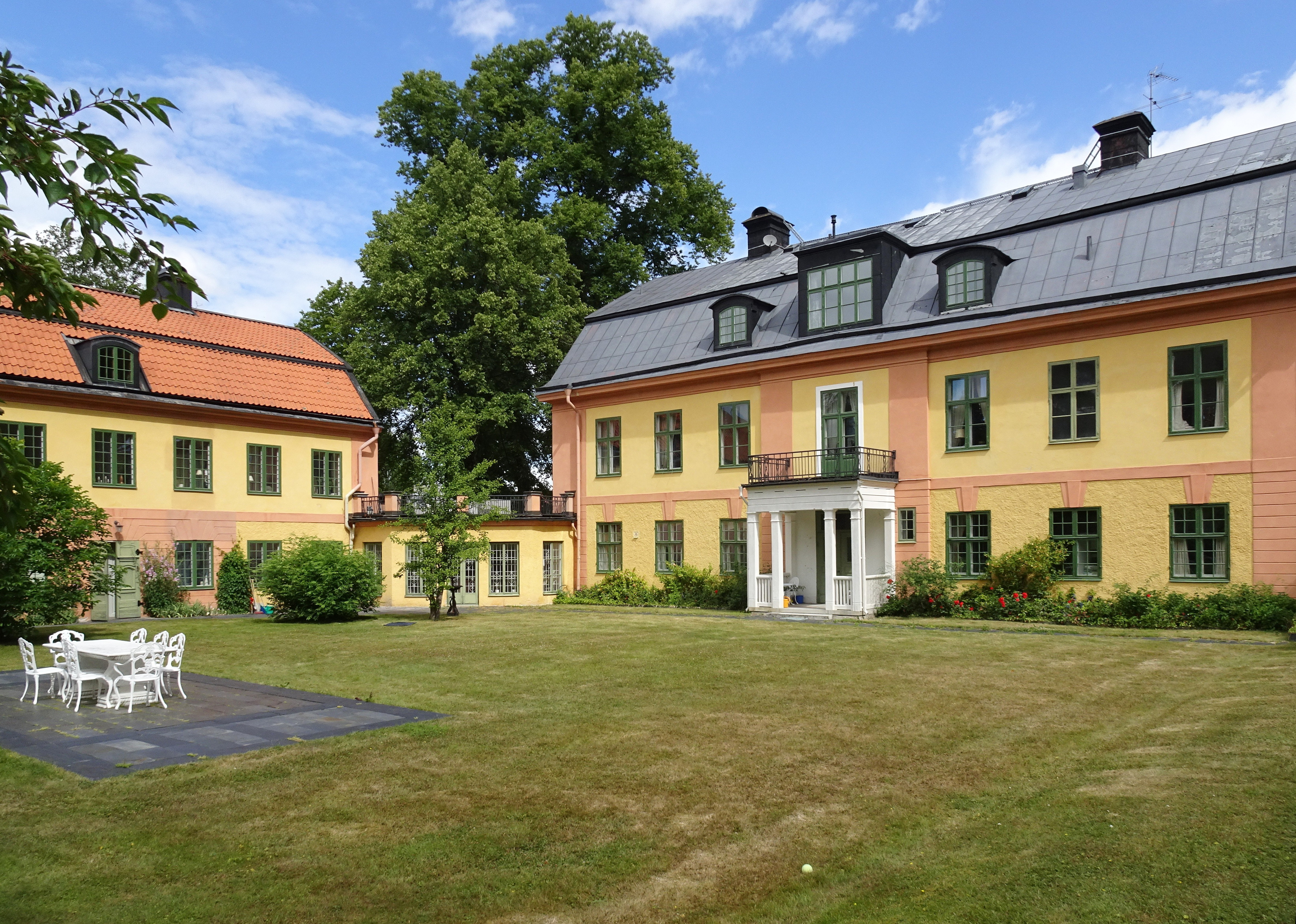